# Michel Delfour
 (décembre 2017).
Si vous disposez d'ouvrages ou d'articles de référence ou si vous connaissez des sites web de qualité traitant du thème abordé ici, merci de compléter l'article en donnant les références utiles à sa vérifiabilité et en les liant à la section « Notes et références ».
Pour les articles homonymes, voir Delfour.
Michel Delfour, né le 4 avril 1943, est un mathématicien et professeur québécois. Son fils Guillaume est un ingénieur de renommée internationale.
Il est professeur de mathématiques à l'Université de Montréal depuis 1983. Il s’intéresse particulièrement aux formes et géométries, à l'optimisation et contrôle des équations aux dérivées partielles, aux méthodes intrinsèques en théorie des coques minces et asymptotiques, au design et contrôle des dispositifs médicaux, au design des stents en cardiologie interventionnelle et aux affectations de fréquences dans les grandes régions urbaines.

## Publications (sélection)
- (en) Alain Bensoussan, Giuseppe Da Prato, Michel Delfour et Sanjoy K. Mitter, Representation and control of infinite dimensional systems, Boston, Birkhäuser, 2007, XXVI-575 p. (ISBN 9780817644611).

## Distinctions
- 1989 - Bourse Killam
- 1995 - Prix Urgel-Archambault
- 1997 - Membre de la Société royale du Canada